# Sarasaeschna martini
Sarasaeschna martini – gatunek ważki z rodziny żagnicowatych (Aeshnidae).